# دان موراي
دان موراي (بالإنجليزية: Dan Murray)‏ (16 مايو 1982 كامبريدج المملكة المتحدة - ) هو لاعب كرة قدم بريطاني يلعب كمدافع.

## روابط خارجية
- دان موراي على موقع قاعدة بيانات كرة القدم.إي يو (الإنجليزية)
- دان موراي على موقع Soccerbase.com (لاعب) (الإنجليزية)
- دان موراي على موقع عالم كرة القدم.نت (الإنجليزية)